# Stadi sudamericani per capienza
Questo è un elenco dei maggiori stadi sudamericani ordinati per capienza. L'elenco include gli stadi di calcio con almeno 30 000 posti.

## Stadi agibili
| Stadio                                      | Capienza | Città             | Nazione     | Squadra/e                                           |
| ------------------------------------------- | -------- | ----------------- | ----------- | --------------------------------------------------- |
| Stadio Monumentale                          | 80 093   | Lima              | Perù        | Universitario de Deportes                           |
| Stadio Maracanã                             | 78 838   | Rio de Janeiro    | Brasile     | Flamengo, Fluminense                                |
| Stadio nazionale Mané Garrincha             | 72 788   | Brasilia          | Brasile     | Brasília, Legiao                                    |
| Stadio Morumbi                              | 67 011   | San Paolo         | Brasile     | San Paolo                                           |
| Castelão                                    | 63 903   | Fortaleza         | Brasile     | Cearà, Fortaleza                                    |
| Mineirão                                    | 61 846   | Belo Horizonte    | Brasile     | Cruzeiro, Atlético Mineiro                          |
| Stadio monumentale Antonio Vespucio Liberti | 61 688   | Buenos Aires      | Argentina   | River Plate                                         |
| Stadio del Centenario                       | 60 235   | Montevideo        | Uruguay     | Nazionale di calcio dell'Uruguay                    |
| Stadio José do Rego Maciel                  | 60 044   | Recife            | Brasile     | Santa Cruz                                          |
| Stadio monumentale Banco Pichincha          | 57 267   | Guayaquil         | Ecuador     | Barcelona Sporting Club                             |
| Stadio Mario Alberto Kempes                 | 57 000   | Córdoba           | Argentina   | Belgrano, Racing                                    |
| Arena do Grêmio                             | 55 662   | Porto Alegre      | Brasile     | Grêmio                                              |
| Estadio Cuscatlán                           | 53 400   | San Salvador      | El Salvador | Nazionale di calcio di El Salvador                  |
| Stadio Città di La Plata                    | 53 000   | La Plata          | Argentina   | Estudiantes                                         |
| Estadio Libertadores de América             | 52 364   | Avellaneda        | Argentina   | Independiente                                       |
| Estádio Governador Alberto Tavares Silva    | 52 296   | Teresina          | Brasile     | Ríver-PI, Flamengo-PI, Piauí                        |
| Stadio monumentale di Maturín               | 51 796   | Maturín           | Venezuela   | Monagas Sport Club                                  |
| Stadio Beira-Rio                            | 51 300   | Porto Alegre      | Brasile     | Internacional                                       |
| Estadio Juan Domingo Perón                  | 51 000   | Avellaneda        | Argentina   | Racing                                              |
| Stadio Serra Dourada                        | 50 049   | Goiânia           | Brasile     | Goiás, Vila Nova, Atlético Goianiense               |
| Stadio José Amalfitani                      | 49 540   | Buenos Aires      | Argentina   | Vélez Sarsfield                                     |
| Stadio Alberto José Armando                 | 49 000   | Buenos Aires      | Argentina   | Boca Juniors                                        |
| Arena Fonte Nova                            | 48 747   | Salvador          | Brasile     | Bahia                                               |
| Stadio nazionale del Cile                   | 48 665   | Santiago del Cile | Cile        | Universidad de Chile                                |
| Stadio Tomás Adolfo Ducó                    | 48 314   | Buenos Aires      | Argentina   | Huracán                                             |
| Stadio Pedro Bidegain                       | 47 964   | Buenos Aires      | Argentina   | San Lorenzo                                         |
| Arena Corinthians                           | 47 605   | San Paolo         | Brasile     | Corinthians                                         |
| Estadio Metropolitano de Fútbol de Lara     | 47 360   | Barquisimeto      | Venezuela   | Club Deportivo Lara                                 |
| Stadio monumentale David Arellano           | 47 347   | Santiago del Cile | Cile        | Colo-Colo                                           |
| Estadio Ciudad de Lanús - Néstor Díaz Pérez | 47 027   | Lanús             | Argentina   | Lanús                                               |
| Stadio olimpico Nilton Santos               | 46 931   | Rio de Janeiro    | Brasile     | Botafogo                                            |
| Stadio Metropolitano Roberto Meléndez       | 46 788   | Barranquilla      | Colombia    | Atletico Junior                                     |
| Estádio Olímpico do Pará                    | 45 007   | Belém             | Brasile     | Paysandu, Remo                                      |
| Allianz Parque                              | 43 713   | San Paolo         | Brasile     | Palmeiras                                           |
| Estadio Nacional del Perú                   | 43 086   | Lima              | Perù        | Nazionale di calcio del Perù                        |
| Stadio General Santander                    | 42 901   | Cúcuta            | Colombia    | Cúcuta Deportivo                                    |
| Estadio Defensores del Chaco                | 42 354   | Asunción          | Paraguay    | Nazionale di calcio del Paraguay                    |
| Estadio Metropolitano de Mérida             | 42 200   | Mérida            | Venezuela   | Estudiantes de Merida                               |
| Estadio Garcilaso de la Vega                | 42 056   | Cusco             | Perù        | Cienciano                                           |
| Estadio Marcelo Bielsa                      | 42 000   | Rosario           | Argentina   | Newell's Old Boys                                   |
| Stadio Dr. Lisandro de la Torre             | 41 654   | Rosario           | Argentina   | Rosario Central                                     |
| Estadio Polideportivo Cachamay              | 41 600   | Puerto Ordaz      | Venezuela   | Mineros                                             |
| Estadio de Liga Deportiva Universitaria     | 41 575   | Quito             | Ecuador     | LDU Quito                                           |
| Stadio Hernando Siles                       | 41 143   | La Paz            | Bolivia     | Nazionale di calcio della Bolivia                   |
| Stadio José Encarnación Romero              | 40 800   | Maracaibo         | Venezuela   | Unión Atlético Maracaibo                            |
| Stadio Major Antônio Couto Pereira          | 40 310   | Curitiba          | Brasile     | Coritiba                                            |
| Stadio Malvinas Argentinas                  | 40 268   | Mendoza           | Argentina   | Godoy Cruz                                          |
| Stadio Atanasio Girardot                    | 40 043   | Medellín          | Colombia    | Atlético Nacional, Deportivo Independiente Medellín |
| Stadio Brigadier General Estanislao López   | 40 000   | Santa Fe          | Argentina   | Colón                                               |
| Estadio Polideportivo de Pueblo Nuevo       | 38 755   | San Cristóbal     | Venezuela   | Deportivo Táchira                                   |
| Estadio Ramón Tahuichi Aguilera             | 38 500   | Santa Cruz        | Bolivia     | Deportivo, Club Destroyers                          |
| Estádio Municipal Paulo Machado de Carvalho | 37 730   | San Paolo         | Brasile     | Santos[1]                                           |
| Estadio General José Antonio Anzoátegui     | 37 485   | Puerto La Cruz    | Venezuela   | Deportivo Anzoátegui                                |
| Estadio Nemesio Camacho                     | 36 343   | Bogotà            | Colombia    | Nazionale di calcio della Colombia                  |
| Estadio Olímpico Atahualpa                  | 35 742   | Quito             | Ecuador     | Deportivo Quito                                     |
| Estadio Olímpico Pascual Guerrero           | 35 405   | Cali              | Colombia    | América de Cali, Atlético F.C.                      |
| Estadio Monumental José Fierro              | 35 200   | Tucumán           | Argentina   | Atlético Tucumán                                    |
| Stadio Nazionale della Costa Rica           | 35 100   | San José          | Costa Rica  | Nazionale di calcio della Costa Rica                |
| Estadio "Mágico" González                   | 35 000   | San Salvador      | El Salvador | Nazionale di calcio di El Salvador                  |
| Stadio Florencio Sola                       | 34 901   | Banfield          | Argentina   | Banfield                                            |
| Stadio Alejandro Villanueva                 | 33 938   | Lima              | Perù        | Alianza Lima                                        |
| Estadio Ilha do Retiro                      | 32 983   | Recife            | Brasile     | Sport Recife                                        |
| Stadio Olimpico Patria                      | 32 700   | Sucre             | Bolivia     | Universitario Sucre                                 |
| Stadio Víctor Agustín Ugarte                | 32 105   | Potosí            | Bolivia     | Real Potosí, Nacional Potosí                        |
| Stadio Félix Capriles                       | 32 000   | Cochabamba        | Bolivia     | Aurora, Wilstermann                                 |
| Stadio Centenario Ciudad de Quilmes         | 30 200   | Quilmes           | Argentina   | Quilmes                                             |